# Gobierno de Irán
El gobierno de Irán (en persa, دولت ایران tr. doulat-e Irán) es el organismo mediante el cual, de acuerdo con la constitución de Irán, el presidente encabeza y dirige el poder ejecutivo de este país. Lo componen el propio presidente y los ministros y secretarios nombrados por él, tras su aprobación por la Asamblea Consultiva Islámica. Los miembros del gobierno se reúnen los sábados en la sede de la presidencia, en la calle Pasteur de Teherán.

## Miembros actuales
El presidente Hasán Rouhaní presentó el 4 de agosto de 2013 su gabinete en su investidura ante la Asamblea Consultiva Islámica, que el día 15 del mismo mes, tras tres días de debates, rechazó la designación de Mohammad Alí Nayafí como ministro de Educación, de Yaafar Milimonfared como ministro de Ciencias, Investigación y Tecnología y de Masud Soltanifar como ministro de Deportes y Juventud. El 27 de octubre de 2013, fueron aprobados por el parlamento las designaciones de Alí Asghar Faní como ministro de Educación y de Rezá Farayidaná en el ministerio de Ciencias. El gabinete se completó el 17 de noviembre con la aprobación parlamentaria de Mahmud Gudarzí como ministro de Deporte y Juventud.
| Presidencia                              |                               |                         |
| Presidente                               | Hasán Rouhaní                 | 3 de agosto de 2013     |
| Vicepresidente                           | Eshaq Yahanguirí              | 4 de agosto de 2013     |
| Jefe de gabinete                         | Mohammad Nahavandián          | 4 de agosto de 2013     |
| Ministros                                |                               |                         |
| Agricultura                              | Mahmud Hoyyatí                | 15 de agosto de 2013    |
| Comunicaciones                           | Mahmud Vaezí                  | 15 de agosto de 2013    |
| Trabajo, Cooperativas y Bienestar Social | Alí Rabií                     | 15 de agosto de 2013    |
| Cultura y Guía Islámica                  | Alí Yannatí                   | 15 de agosto de 2013    |
| Defensa                                  | Hosein Dehqán                 | 15 de agosto de 2013    |
| Economía y Finanzas                      | Alí Tayebniá                  | 15 de agosto de 2013    |
| Educación                                | Alí Asghar Faní               | 27 de octubre de 2013   |
| Energía                                  | Hamid Chitchián               | 15 de agosto de 2013    |
| Asuntos Exteriores                       | Mohammad Yavad Zarif          | 15 de agosto de 2013    |
| Sanidad                                  | Seyyed Hasán Qazizadé Hashemí | 15 de agosto de 2013    |
| Industria, Minas y Comercio              | Mohammad Rezá Nematzadé       | 15 de agosto de 2013    |
| Inteligencia                             | Seyyed Mahmud Alaví           | 15 de agosto de 2013    |
| Interior                                 | Abdorrezá Rahmaní Fazlí       | 15 de agosto de 2013    |
| Justicia                                 | Mostafá Purmohammadí          | 15 de agosto de 2013    |
| Petróleo                                 | Biyán Namdar Zangané          | 15 de agosto de 2013    |
| Ciencia y Tecnología                     | Rezá Farayidaná               | 27 de octubre de 2013   |
| Carreteras, Vivienda y Urbanismo         | Abbás Ajundí                  | 15 de agosto de 2013    |
| Deportes y Juventud                      | Mahmud Gudarzí                | 17 de noviembre de 2013 |